# Listă de filme britanice din 1930
Aceasta este o listă de filme britanice din 1930:

## Lista
| Titlu                               | Regizor                                                    | Distribuție                                              | Gen                  | Note                                              |
| ----------------------------------- | ---------------------------------------------------------- | -------------------------------------------------------- | -------------------- | ------------------------------------------------- |
| After Many Years                    | Lawrence Huntington                                        | Henry Thompson, Nancy Kenyon                             | Crime                | [ 1 ]                                             |
| Alf's Button                        | W. P. Kellino                                              | Tubby Edlin, Alf Goddard, Polly Ward                     | Comedy               | [ 2 ]                                             |
| All Riot on the Western Front       | Castleton Knight                                           | Donald Calthrop, Gordon Harker, Alexander Field          | Comedy short         | Also known as The Cockney Spirit in the War No. 1 |
| Almost a Honeymoon                  | Monty Banks                                                | Clifford Mollison, Dodo Watts, Donald Calthrop           | Comedy               |                                                   |
| Amateur Night in London             | Monty Banks                                                | Billy Caryll, Duncan & Godfrey                           | Musical comedy short | [ 3 ]                                             |
| The American Prisoner               | Thomas Bentley                                             | Carl Brisson, Madeleine Carroll                          | Romantic drama       |                                                   |
| Ashes                               | Frank Birch                                                | Ernest Thesiger, Elsa Lanchester                         | Comedy short         |                                                   |
| At the Villa Rose                   | Leslie S. Hiscott                                          | Austin Trevor, Norah Baring                              | Thriller             | [ 5 ]                                             |
| Bed and Breakfast                   | Walter Forde                                               | Jane Baxter, Richard Cooper, Alf Goddard                 | Comedy               | [ 6 ]                                             |
| Bedrock                             | Carlyle Blackwell                                          | Carlyle Blackwell, Jane Baxter, Sunday Wilshin           | Drama short          | [ 7 ]                                             |
| Beyond the Cities                   | Carlyle Blackwell                                          | Carlyle Blackwell, Edna Best                             | Drama                | [ 8 ]                                             |
| Big Business                        | Oscar M. Sheridan                                          | Frances Day, Barrie Oliver                               | Musical              |                                                   |
| Birds of Prey                       | Basil Dean                                                 | C. Aubrey Smith, Dorothy Boyd, Frank Lawton              | Thriller             | [ 9 ]                                             |
| The Black Hand Gang                 | Monty Banks                                                | Wee Georgie Wood, Violet Young                           | Comedy               |                                                   |
| Borderline                          | Kenneth MacPherson                                         | Paul Robeson, Eslanda Robeson                            | Drama                | [ 10 ]                                            |
| Call of the Sea                     | Leslie S. Hiscott                                          | Chrissie White, Henry Edwards, Chili Bouchier            | Drama                |                                                   |
| Canaries Sometimes Sing             | Tom Walls                                                  | Tom Walls, Yvonne Arnaud, Cathleen Nesbitt               | Comedy               | [ 11 ]                                            |
| Caste                               | Campbell Gullan                                            | Sebastian Shaw, Nora Swinburne, Hermione Baddeley        | Comedy               | [ 12 ]                                            |
| Children of Chance                  | Alexander Esway                                            | Elissa Landi, John Stuart                                | Drama                | [ 13 ]                                            |
| The Cockney Spirit in the War No. 2 | Castleton Knight                                           | Donald Calthrop, Alf Goddard, Alexander Field            | Comedy short         | [ 3 ]                                             |
| The Cockney Spirit in the War No. 3 | Castleton Knight                                           | Donald Calthrop, Alexander Field                         | Comedy short         | [ 3 ]                                             |
| Comets                              | Sasha Geneen                                               | Heather Thatcher, Billy Merson, Charles Laughton         | Musical              |                                                   |
| The Compulsory Husband              | Monty Banks                                                | Lillian Manton, Trilby Clark, Michael Powell             | Comedy               | [ 14 ]                                            |
| Cross Roads                         | Reginald Fogwell                                           | Anne Grey, Percy Marmont                                 | Drama                |                                                   |
| The Dizzy Limit                     | Edward Dryhurst                                            | Wallace Bosco                                            | Comedy               |                                                   |
| Downstream                          | Giuseppe Guarino                                           | Chili Bouchier, Harold Huth                              | Drama                | [ 15 ]                                            |
| Elstree Calling                     | Alfred Hitchcock, André Charlot, Jack Hulbert, Paul Murray | Teddy Brown, Helen Burnell, Donald Calthrop              | Musical comedy       | [ 16 ]                                            |
| Enter the Queen                     | Arthur Varney-Serrao                                       | Richard Cooper, Doria March, Chili Bouchier              | Comedy               | [ 17 ]                                            |
| Eve's Fall                          | Monty Banks                                                | John Stuart, Muriel Angelus, Donald Stuart               | Musical short        | [ 18 ]                                            |
| The Flame of Love                   | Richard Eichberg                                           | Anna May Wong, John Longden, George Schnell              | Musical melodrama    | [ 19 ]                                            |
| Flames of Fear                      | Charles Barnett                                            | John Argyle, Nancy Stratford                             | Drama                | [ 20 ]                                            |
| French Leave                        | Jack Raymond                                               | Madeleine Carroll, Sydney Howard, Henry Kendall          | Comedy               | [ 21 ]                                            |
| The Great Game                      | Jack Raymond                                               | John Batten, Renee Clama                                 | Sports               | [ 22 ]                                            |
| Greek Street                        | Sinclair Hill                                              | Sari Maritza, William Freshman                           | Musical              | [ 23 ]                                            |
| Harmony Heaven                      | Thomas Bentley                                             | Polly Ward, Stuart Hall                                  | Musical              | [ 24 ]                                            |
| The Hate Ship                       | Norman Walker                                              | Jameson Thomas, Jean Colin                               | Crime                | [ 25 ]                                            |
| His First Car                       | Monty Banks                                                | George Clarke, Mamie Watson, Cyril Smith                 | Comedy short         | [ 26 ]                                            |
| The House of the Arrow              | Leslie S. Hiscott                                          | Dennis Neilson-Terry, Benita Hume                        | Drama                | [ 27 ]                                            |
| Infatuation                         | Sasha Geneen                                               | Godfrey Tearle, Jeanne De Casalis                        | Romantic short       | [ 28 ]                                            |
| The Jerry Builders                  | Monty Banks                                                | George Graves, Barrie Oliver                             | Comedy short         | [ 29 ]                                            |
| Journey's End                       | James Whale                                                | Colin Clive, Ian Maclaren                                | World War I          | Co-production with the US                         |
| Juno and the Paycock                | Alfred Hitchcock                                           | Barry Fitzgerald, Maire O'Neill                          | Drama                | [ 31 ]                                            |
| Just for a Song                     | Gareth Gundrey                                             | Roy Royston, Lillian Hall-Davis, Constance Carpenter     | Musical              |                                                   |
| Kissing Cup's Race                  | Castleton Knight                                           | Stewart Rome, Madeleine Carroll                          | Drama                | [ 32 ]                                            |
| Knowing Men                         | Elinor Glyn                                                | Carl Brisson, Elissa Landi                               | Comedy               | [ 33 ]                                            |
| The Lady from the Sea               | Castleton Knight                                           | Moore Marriott, Anita Graham                             | Romance              | [ 34 ]                                            |
| The Last Hour                       | Walter Forde                                               | Stewart Rome, Richard Cooper                             | Comedy               | [ 35 ]                                            |
| The Last Post                       | Dinah Shurey                                               | John Longden, Frank Vosper                               | Drama                | [ 36 ]                                            |
| Leave It to Me                      | George King                                                | Robin Irvine, Dorothy Seacombe                           | Comedy short         | [ 37 ]                                            |
| Les Deux Mondes                     | E. A. Dupont                                               | Marie Glory, Max Maxudian                                | War drama            | Co-production with France and Germany             |
| Life's a Stage                      | Arthur Phillips                                            | Frank Stanmore, Joy Windsor                              | Crime                |                                                   |
| Lily of Killarney                   | George Ridgwell                                            | Cecil Landau, Barbara Gott, Dennis Wyndham               | Drama                |                                                   |
| Lord Richard in the Pantry          | Walter Forde                                               | Richard Cooper, Marjorie Hume                            | Comedy               | [ 39 ]                                            |
| The Loves of Robert Burns           | Herbert Wilcox                                             | Joseph Hislop, Eve Gray                                  | Drama                | [ 40 ]                                            |
| The Man from Chicago                | Walter Summers                                             | Bernard Nedell, Dodo Watts                               | Crime                | [ 21 ]                                            |
| The Message of the Drum             | Walter Creighton                                           |                                                          |                      |                                                   |
| The Middle Watch                    | Norman Walker                                              | Owen Nares, Jacqueline Logan                             | Comedy               | [ 41 ]                                            |
| Murder!                             | Alfred Hitchcock                                           | Herbert Marshall, Norah Baring                           | Mystery/thriller     | [ 42 ]                                            |
| The Musical Beauty Shop             | Monty Banks                                                | Leonard Henry, Ethel Baird, Barrie Oliver, Syd Crossley  | Musical comedy short | [ 18 ]                                            |
| Naughty Husbands                    | Geoffrey Benstead                                          | Patrick Ludlow, Nigel Cope                               | Comedy               | [ 43 ]                                            |
| The New Waiter                      | Monty Banks                                                | Leonard Henry, Albert Rebla, Barrie Oliver               | Musical comedy short | [ 18 ]                                            |
| Night Birds                         | Richard Eichberg                                           | Jack Raine, Muriel Angelus                               | Crime                |                                                   |
| The Night Porter                    | Sewell Collins                                             | Donald Calthrop, Trilby Clark                            | Comedy               | [ 44 ]                                            |
| The Nipper                          | Louis Mercanton                                            | Betty Balfour, John Stuart                               | Musical comedy       | [ 45 ]                                            |
| No Exit                             | Charles Saunders                                           | John Stuart, Muriel Angelus                              | Comedy               | [ 46 ]                                            |
| Not So Quiet on the Western Front   | Monty Banks                                                | Leslie Fuller, Mona Goya                                 | Comedy               | [ 47 ]                                            |
| O.K. Chief                          | Bernard Mainwaring                                         | Frances Day, Walter Armitage                             | Comedy short         | [ 48 ]                                            |
| An Obvious Situation                | Giuseppe Guarino                                           | Sunday Wilshin, Walter Sondes                            | Crime                | [ 49 ]                                            |
| On Approval                         | Tom Walls                                                  | Tom Walls, Yvonne Arnaud                                 | Comedy               |                                                   |
| One Family                          | Walter Creighton                                           | Douglas Beaumont, Sam Livesey                            | Adventure            |                                                   |
| Painted Pictures                    | Charles Bennett                                            | Haddon Mason, Winifred Evans                             | Drama                |                                                   |
| The Price of Things                 | Elinor Glyn                                                | Elissa Landi, Stewart Rome                               | Drama                | [ 50 ]                                            |
| Raise the Roof                      | Walter Summers                                             | Betty Balfour, Maurice Evans                             | Musical              | [ 51 ]                                            |
| Red Aces                            | Edgar Wallace                                              | Janice Adair, Muriel Angelus, Nigel Bruce                | Crime                | [ 52 ]                                            |
| Red Pearls                          | Walter Forde                                               | Lillian Rich, Frank Perfitt                              | Crime                | [ 53 ]                                            |
| The Road to Fortune                 | Arthur Varney                                              | Guy Newall, Doria March                                  | Drama                |                                                   |
| Rookery Nook                        | Tom Walls                                                  | Tom Walls, Ralph Lynn                                    | Comedy               | [ 54 ]                                            |
| The Safe                            | Dave Aylott                                                | Sam B. Wood, Bill Sawyer, Phyllis Carr                   | Drama short          |                                                   |
| The School for Scandal              | Maurice Elvey                                              | Basil Gill, Madeleine Carroll                            | Comedy               | [ 55 ]                                            |
| Should a Doctor Tell?               | H. Manning Haynes                                          | Basil Gill, Norah Baring                                 | Drama                |                                                   |
| A Sister to Assist 'Er              | George Dewhurst                                            | Barbara Gott, Polly Emery                                | Comedy               | [ 56 ]                                            |
| Sleeping Partners                   | Seymour Hicks                                              | Seymour Hicks, Edna Best                                 | Comedy               | [ 3 ]                                             |
| Song of Soho                        | Harry Lachman                                              | Carl Brisson, Edna Davies                                | Musical              | [ 57 ]                                            |
| Spanish Eyes                        | G. B. Samuelson                                            | Donald Calthrop, Anthony Ireland                         | Musical              | [ 58 ]                                            |
| Splinters                           | Jack Raymond                                               | Hal Jones, Reg Stone                                     | Musical comedy       | [ 59 ]                                            |
| The Squeaker                        | Edgar Wallace                                              | Percy Marmont, Anne Grey, Gordon Harker                  | Crime                | [ 60 ]                                            |
| Stranger Than Fiction               |                                                            | George Foley, Nell Emerald                               | Short                | [ 43 ]                                            |
| Suspense                            | Walter Summers                                             | Mickey Brantford, Cyril McLaglen                         | War                  | [ 61 ]                                            |
| Thread O'Scarlet                    | Peter Godfrey                                              | Ben Field, William Freshman, Wally Patch, Norman Shelley | Crime Short          | [ 48 ]                                            |
| Three Men in a Cart                 | Arthur Phillips                                            | Frank Stanmore, Joan Morgan                              | Comedy               | [ 62 ]                                            |
| Tons of Money                       | Tom Walls                                                  | Ralph Lynn, Yvonne Arnaud                                | Comedy               |                                                   |
| Too Many Crooks                     | George King                                                | Laurence Olivier, Dorothy Boyd, Ellen Pollock            | Comedy short         | [ 63 ]                                            |
| Warned Off                          | Walter West                                                | Tony Wylde, Chili Bouchier                               | Drama                | [ 64 ]                                            |
| Why Sailors Leave Home              | Monty Banks                                                | Leslie Fuller, Eve Gray                                  | Comedy               | [ 65 ]                                            |
| Windjammer                          | J. O. C. Orton                                             | Hal Gordon, Roy Travers                                  | Drama                | [ 66 ]                                            |
| White Cargo                         | J. B. Williams                                             | Leslie Faber, Maurice Evans                              | Drama                | [ 67 ]                                            |
| Why Sailors Leave Home              | Monty Banks                                                | Leslie Fuller, Eve Gray                                  | Comedy               | [ 68 ]                                            |
| Windjammer                          | J. O. C. Orton                                             | Hal Gordon, Roy Travers                                  | Adventure            | [ 69 ]                                            |
| Wolves                              | Albert de Courville                                        | Charles Laughton, Dorothy Gish                           | Crime                | [ 70 ]                                            |
| You'd Be Surprised!                 | Walter Forde                                               | Walter Forde, Joy Windsor                                | Musical comedy       | [ 71 ]                                            |
| Young Woodley                       | Thomas Bentley                                             | Madeleine Carroll, Frank Lawton                          | Drama                |                                                   |